# PortalPlayer
PortalPlayer to firma projektująca, produkująca i sprzedająca układy "system-on-chip" ("system-na-chipie"), jak również firmware i oprogramowanie dla nich. Układy te wykorzystywane są w odtwarzaczach audio produkowanych przez zewnętrzne firmy. Firma została przejęta w 2007 roku przez Nvidia.

## Układy

### PortalPlayer 5002
specyfikacja PP5002
- iPod: Generacja 1, 2 i 3

### PortalPlayer 5020
specyfikacja PP5020
- iPod: Generacja 4, iPod Photo, pierwszej generacji iPod Mini
- iriver H10
- Philips HDD100/120 (Niepotwierdzone, podobny do YH-925)
- ROCdigital rocbox model 14003
- Riō Karma
- Samsung YH-925  "Platform: PP5020"
- Samsung YEPP YH-820MC
- Virgin player 5GB

### PortalPlayer 5022
specyfikacja PP5022
- iPod: drugiej generacji iPod Mini i iPod Video

### PortalPlayer 5024
specyfikacja PP5024
- Sandisk Sansa e200